# Niederreißen
Niederreißen è una frazione del comune tedesco di Ilmtal-Weinstraße.

## Storia
Il comune di Niederreißen fu creato il 15 marzo 1990 dalla divisione del comune di Nieder-Oberreißen in Niederreißen e Oberreißen.
In seguito fu aggregato al comune di Ilmtal-Weinstraße.